# 레오 로시

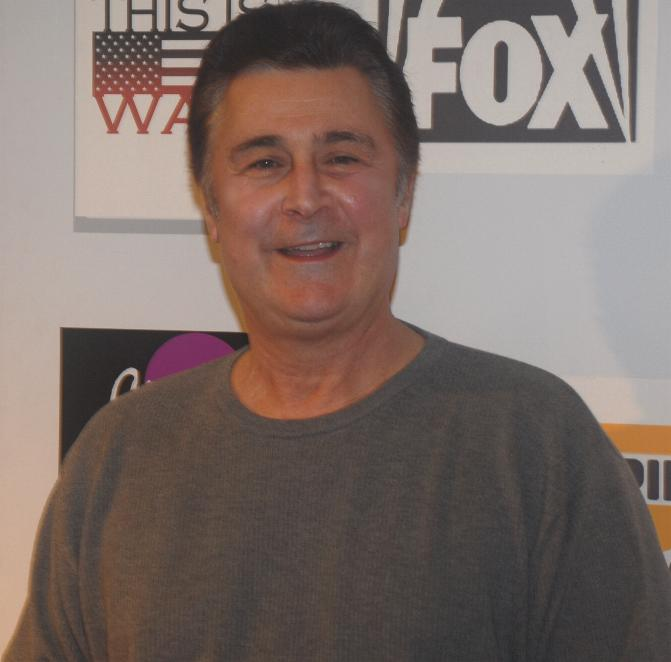

리오 로시(Leo Rossi, 1946년 6월 26일 ~ )는 미국의 배우, 각본가, 영화 제작자이다.
트렌턴에서 태어났다.

## 영화
- 고티 (2017년)
- 더 언라이클리즈 (2015년)
- 고티: 인 더 쉐도우 오브 마이 파더 (2015년)
- 온 페인티드 윙스 (2014년) - 보스 역
- 엑소더스 폴 (2010년)
- 더 네일: 더 스토리 오브 조이 나르돈 (2009년) - 피테이 역
- 왕자와 거지 (2007년)
- 올인 (2006년)
- 10번째 & 늑대 (2006년)
- 다이아몬드 제로 (2005년)
- 셧 업 앤 키스 미! (2004년)
- 루니 툰 - 백 인 액션 (2003년)
- 포 데들리 리즌스 (2002년) - 오토 역
- 디레인지드 (2002년)
- 백 바이 미드나잇 (2002년)
- 원 아이드 킹 (2001년)
- 맥쿨에서의 하룻밤 (2001년)
- 페이탈 컨플리트 (2000년)
- 크래커잭 3 (2000년)
- 메이킹 베이비 (1999년)
- 애널라이즈 디스 (1999년) - 카를로 망가노 역
- 인 콜드 블러드 (1996년)
- 웨딩 벨 블루스 (1996년)
- 어썰트 타겟 (1996년)
- 미저리 브라더스 (1995년)
- 바이오 포스 (1995년)
- 블라인드 (1995년)
- 블랙 써클 (1995년)
- 드림 걸 2 (1995년)
- 야망의 그림자 (1995년)
- 레이브 리뷰 (1994년)
- 리렌트리스 4 (1994년)
- 살인 누명 (1994년)
- 패스트 겟어웨이 2 (1994년)
- ER (1994년)
- 리렌트리스 3 (1993년)
- 정직한 사기꾼 (1993년)
- 사랑의 사고 (1993년)
- 흔들리는 영웅 (1992년)
- 리렌트리스 2 - FBI의 음모 (1991년)
- 패스트 겟어웨이 (1991년)
- 신부님 참으세요 (1991년)
- 코델 (1990년)
- 리렌트리스 (1989년)
- 미래에서 온 사나이 (1988, Out of Time)
- 암살 묵시록 (1988년)
- 피고인 (1988년) - 클리프 스콜피온 앨브렉트 역
- 블랙 위도우 (1987년)
- 머나먼 정글 (1987년)
- 키아누리브스의리버스엣지 (1986년)
- 후커와 로마노 (1982년)
- 할로윈 2 - 저주받은 병실 (1981년) - 버드 역
- 대단한 차도둑 (1977년)
- 상속자 (1977년)